# Comté de Saguenay
Pour les articles homonymes, voir Saguenay.
Le comté de Saguenay était un comté municipal du Québec ayant existé entre 1855 et le début des années 1980. 
Le territoire qu'il couvrait est aujourd'hui compris dans la région administrative de la Côte-Nord ainsi que dans une petite partie des régions administratives du Saguenay–Lac-Saint-Jean et de la Capitale-Nationale, et correspondait aux actuelles municipalités régionales de comté (MRC) de La Haute-Côte-Nord, de Manicouagan, des Sept-Rivières, de Minganie et du Golfe-du-Saint-Laurent, ainsi qu'une petite partie de celles de Charlevoix-Est et du Fjord-du-Saguenay. Son chef-lieu était la municipalité de Tadoussac.

## Municipalités situées dans le comté
- Aguanish (créé en 1957[2])
- Baie-Comeau (créé en 1937[3])
- Baie-Johan-Beetz (créé en 1966[4])
- Baie-Trinité (créé en 1955[5])
- Bergeronnes (créé en 1898; renommé Les Bergeronnes en 1999 lors de sa fusion avec Grandes-Bergeronnes[6])
- Chute-aux-Outardes (créé en 1951[7])
- Colombier (créé en 1946[8])
- Côte-Nord-du-Golfe-Saint-Laurent (créé en 1963[9])
- De Grasse (détaché de la municipalité de canton de Letellier en 1973; fusionné à Moisie en 1984[10])
- Fermont (créé en 1974[11])
- Forestville (créé en 1944[12])
- Franquelin (créé en 1972[13])
- Gagnon (créé en 1960; dissous en 1985)
- Gallix (créé en 1972; fusionné à Sept-Îles en 2003[14])
- Godbout (créé en 1955[15])
- Grandes-Bergeronnes (détaché de la municipalité du canton de Bergeronnes en 1929; les deux furent réunis en 1999 sous le nom de « Les Bergeronnes »[6])
- Hauterive (créé en 1950[16], fusionné à Baie-Comeau en 1982[3])
- Havre-Saint-Pierre (créé en 1873 sous le nom de Saint-Pierre de la Pointe aux Esquimaux; renommé Havre-Saint-Pierre en 1927[17])
- Les Escoumins (créé en 1863 sous le nom de Les Escoumains; renommé Les Escoumins en 1957[18])
- Les Sept-Cantons-Unis-du-Saguenay (créée en 1914[19]; dissoute en 1989[20])
- Letellier (créé en 1904 en tant que municipalité du canton de Letellier; dissout après 1990[21])
- Île-d'Anticosti (créé en 1902 sous le nom d'Anticosti; renommé Île-d'Anticosti en 1969; renommé L'Île-d'Anticosti en 1987[22])
- Longue-Pointe (créé en 1966; renommé Longue-Pointe-de-Mingan en 1997[23])
- Moisie (créé en 1955; fusionné à Sept-Îles en 2003[10])
- Natashquan (créé en 1907[24])
- Petit-Saguenay (créé en 1919 sous le nom de municipalité du canton de Dumas; renommé Petit-Saguenay en 1979[25])
- Pointe-aux-Outardes (créé en 1964[26])
- Pointe-Lebel (créé en 1964[27])
- Port-Cartier (créé en 1959[28])
- Ragueneau (créé en 1951[29])
- Rivière-au-Tonnerre (créé en 1925[30])
- Rivière-Pentecôte (créé en 1972; fusionné à Port-Cartier en 2003[31])
- Rivière-Pigou  (détaché de la municipalité de canton de Letellier en 1973; fusionné à Moisie en 1983[10])
- Rivière-Saint-Jean (créé en 1966[32])
- Sacré-Cœur (créé en 1915 sous le nom de Sacré-Cœur-de-Jésus; la municipalité de village de même nom s'en détache en 1937; les deux sont réunies de nouveau en 1973 sous le nom de Sacré-Cœur[33])
- Sainte-Anne-de-Portneuf (créé en 1902 sous le nom de Municipalité des cantons-unis de Portneuf-Betsiamites-et-Latour; renommé Sainte-Anne-de-Portneuf avant 1955; renommé Portneuf-sur-Mer en 2004[34],[35])
- Saint-Firmin (détaché de Tadoussac en 1903; renommé Baie-Sainte-Catherine en 1984[36],[37])
- Saint-Luc-de-Laval (créé en 1950; fusionné à Forestville en 1980[12])
- Saint-Paul-du-Nord (détaché des Escoumins sous le nom de Saint-Paul-de-Mille-Vaches en 1898; renommé Saint-Paul-du-Nord en 1931; regroupé avec Sault-au-Mouton en 1997 sous le nom de Saint-Paul-du-Nord-Sault-au-Mouton; renommé Longue-Rive en 1998[38])
- Sault-au-Mouton (détaché de Saint-Paul-du-Nord en 1947; regroupé de nouveau avec cette municipalité en 1997 sous le nom de Saint-Paul-du-Nord-Sault-au-Mouton; renommé Longue-Rive en 1998[38]
- Schefferville (créé en 1955; dissous en 1986; dissolution annulée en 1990[39])
- Sept-Îles (détaché de la municipalité de canton de Letellier en 1951[40])
- Tadoussac (créé en 1863; la municipalité du village de Tadoussac s'en détache en 1899; la municipalité de paroisse de Tadoussac est créée en 1937 mais dissoute en 1949[41])

## Formation
Le comté de Saguenay comprenait lors de sa formation la seigneurie de Mille-Vaches ou Portneuf, ainsi que les cantons de Saguenay, Sagard, Dumas, Tadoussac, Albert, Bergeronnes, Escoumains, Iberville, Laval, De la Tour, Betsiamites, Manicouagan, Laflèche, De Monts, Le Neuf, Arnaud, Letellier et Moisie, plus la paroisse de Saint-Pierre de la Pointe aux Esquimaux.